# گیرسلبن
گیرسلبن (به آلمانی: Giersleben) یک شهر در آلمان است که در زالتسلاندکرایس واقع شده‌است. گیرسلبن ۱٬۱۱۸ نفر جمعیت دارد.